# Stenohelia pauciseptata
Stenohelia pauciseptata is een hydroïdpoliep uit de familie Stylasteridae. De poliep komt uit het geslacht Stenohelia. Stenohelia pauciseptata werd in 1986 voor het eerst wetenschappelijk beschreven door Cairns. 